# Равикович, Дина Акимовна
Дина Акимовна Равико́вич (4 января 1922 года, Саратов — 22 марта 1995, Москва) — советский музеевед, историк, старший научный сотрудник Российского института культурологии (1945—1990). Одна из главных теоретиков советского музееведения.

## Биография
Родилась в Саратове в семье служащих, вскоре семья переехала в Москву.
В 1945 году окончила исторический факультет МГУ. В этом же году Равикович поступила на работу научным сотрудником в Научно-исследовательский институт краеведческой и музейной работы, в котором проработала до 1990 года. Этапы её трудового пути и сфера научных интересов совпали с этапами развития музейной науки.
Равикович участвовала в подготовке «Основ советского музееведения» (1955) — первого фундаментального труда, в котором были обобщены выработанные в 1950-е годы взгляды на теорию музейного дела и предложены методики хранительской, экспозиционной и массовой работы музеев; входила в число авторов и составителей крупнейшего труда по истории отечественного музейного дела «Очерки истории музейного дела в СССР» (1957—1971, выпуски 1—7); занималась терминологическими проблемами музееведения, участвовала в составлении первых отечественных музееведческих словарей (1974, 1986).
Начиная с конца 1950-х гг. занималась изучением сибирских музеев XIX века, музеев местного края второй половины XIX – начала XX века, местных художественных музеев второй половины XIX – начала XX века, а также историей охраны памятников в России. Изучала факторы развития музеев и формирования государственной музейной сети в СССР, разрабатывала теоретическую проблему социальных функций музея.
В 1973—1980-е годы занималась вопросами взаимодействия музея с его аудиторией, участвовала в разработке и проведении масштабного социологического исследования «Музей и посетитель», организованного отделом музееведения НИИ культуры. Цель исследования, проводившегося на базе краеведческих и историко-архитектурных музеев-заповедников, заключалась в анализе важнейших проблем жизнедеятельности музея и его взаимоотношений с аудиторией, а результаты показали значимость социологических и психологических подходов в изучении музейной аудитории, что стимулировало дальнейшее развитие музейной педагогики.
Д. А. Равикович — соавтор концепции, составитель и научный редактор, автор ряда статей первой в России музейной энциклопедии, подготовленной НИИ культурологии, в составе которого был создан специальный сектор музейной энциклопедии. В 1987—1990 годы были опубликованы концепция энциклопедии, словарь, методические рекомендации для авторов статей. Процесс подготовки энциклопедии перерос в многолетнее исследование в области истории и теории музейного дела, а из-за сложной экономической ситуации в России 1990-е годы «Российская музейная энциклопедия» была опубликована только в 2001 году (второе издание вышло 2005 г.). Двухтомная энциклопедия включила в себя около 1500 статей о теории и истории музейного дела, музеях и музейных деятелях, в число которых вошла и сама Дина Акимовна Равикович.
Умерла в Москве в 1995 году, похоронена на Донском кладбище.

## Избранные труды
- Равикович Д.А. Из истории организации сибирских музеев // История музейного дела в СССР. – М., 1957. – С.159-191.
- Равикович Д.А. Местные художественные музеи второй половины XIX-начала XX века // Вопросы истории музейного дела в СССР / Труды НИИ музееведения. – М., 1962. Вып. 7. – С.63-117.
- Этнографические коллекции в музеях СССР [Текст]: [Краткий справочник] / А. И. Михайловская, Д. А. Равикович. Москва: [б. и.], 1964.
- Равикович Д.А. Организация музейного дела в годы восстановления народного хозяйства (1921 - 1925) // Очерки истории музейного дела в СССР. М., 1968. Вып. 6. С. 97—145.
- Равикович Д.А. Охрана памятников истории и культуры в РСФСР 1917–1967 гг. // Труды НИИ музееведения и охраны памятников истории и культуры. М., 1970. Вып. 22. С. 3–127.
- Равикович Д.А. Музейная сеть РСФСР (современное состояние) // Музей и современность. М., 1976. Вып. 2. С. 33—49.
- Равикович Д.А. Социальные функции и типология музеев // Музееведение. Вопросы теории и методики. М., 1987. С. 10–24. (Сб. науч. тр. / НИИ культуры).
- Равикович Д.А. Формирование государственной музейной сети (1917-первая половина 1960-х гг.): Научно-методические рекомендации. – М., 1988. – 152 с. (Министерство культуры РСФСР. Академия наук СССР. НИИ культуры).
- Равикович Д.А. Музейные деятели и коллекционеры в России XVIII-начала XX века // Музееведение. Концептуальные проблемы музейной экспозиции. – М.: НИИК, 1990. – С.13-29.